# Heartland rock
Heartland rock é um gênero musical que foi desenvolvido na década de 1970 e alcançou o seu auge na década de 1980. É um gênero de rock caracterizado por um estilo musical direto, muitas vezes enraizado, muitas vezes com foco em trabalhadores de colarinho azul, e uma convicção de que o rock tem um propósito social ou comunitário além do entretenimento. O gênero é exemplificado pelo sucesso comercial dos cantores/compositores Bruce Springsteen, Bob Seger, Tom Petty, Eric Clapton e John Mellencamp, juntamente com artistas menos conhecidos como Southside Johnny and the Asbury Jukes e Iron City Houserockers.

## Caracterísiticas

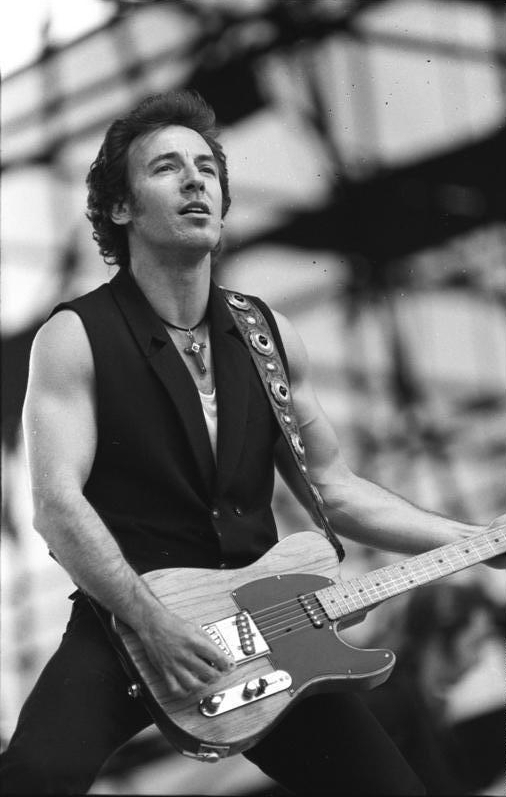
Bruce Springsteen, o artista de maior sucesso comercial no gênero Heartland rock, apresentando-se em Berlim Oriental em 1988

O termo heartland rock não foi cunhado para descrever um gênero claro até a década de 1980. Em termos de estilo, muitas vezes usa rock direto, às vezes com elementos de Americana com uma formação básica de rhythm and blues de bateria, teclados e instrumentos ocasionais de seção de sopros como um saxofone. No entanto, essa definição comum pode representar uma simplificação excessiva, dado que Born in the U.S.A. de Bruce Springsteen fez uso pesado de sintetizadores, principalmente nos singles de sucesso "Dancing in the Dark", "Glory Days" e na faixa-título. As letras são frequentemente apresentadas em um estilo áspero e sem polimento, adicionando uma sensação de autenticidade.  O gênero foi mais fortemente influenciado pelo country americano, folk, rock de garagem dos anos 1960, Rolling Stones, Bob Dylan e bandas de folk rock como Hank Williams, Woody Guthrie, Creedence Clearwater Revival e The Byrds. 
Versos em canções de rock do coração costumam contar histórias. Em algumas músicas, essas histórias são sobre pessoas passando por momentos difíceis; Os refrões costumam ter um tom de hino.  O gênero está associado às regiões da classe trabalhadora do Centro-Oeste e do Cinturão da Ferrugem.  Tem sido caracterizado como um gênero predominantemente romântico, celebrando "ruelas e telhados urbanos", e seus principais temas incluem alienação, desespero, "desemprego, declínio de cidades pequenas, desilusão, oportunidades limitadas e nostalgia amarga". 